# Eugen Haile
Eugen Haile (Ulm, (Baden-Württemberg), 21 de febrer de 1873 - (Woodstock, New York), 14 d'agost de 1933), fou un compositor, cantant i acompanyant germano-estatunidenc, conegut sobre tot per les seves cançons.
Estudià al Conservatori de Stuttgart i començà la seva albor als quinze anys, donant, diversos concerts de les seves pròpies composicions. Després viatjà per Rússia i el 1903 visità els Estats Units, on hi tornà diverses vegades més, fins que el 1912 un atac de paràlisi el condemnà a la inactivitat, si bé va continuar component.
Les seves obres principals són:
- Harald, òpera (1906);
- Viola d'amore, òpera (1912);
- The Happy Ending, òpera (1916);
- uns 150 lieder, de gran inspiració i sabor, que constitueixen el millor de la seva producció.

En la seva vida, s'afirmà que era un dels Melodistes verdaderament inspirats, un descendent lineal dels grans lletristes, Schubert, Schumann, Franz i Brahms.